# Agnieszka Zwolińska
Agnieszka Zwolińska – polska dialogistka i reżyser dubbingu współpracująca ze studiem SDI Media Polska i studiem Start International Polska.

## Reżyser dubbingu
- 2024: W głowie się nie mieści 2
- 2014: LoliRock
- 2011: Lękosław Wiewiórka
- 2011: Barbie i sekret wróżek
- 2011: Gwiezdne wojny: część IV - Nowa nadzieja
- 2011: Zostać koszykarką
- 2011: Leci królik
- 2010: Dwanaście okrążeń
- 2010: Przyjaciel świętego Mikołaja
- 2010: Barbie w świecie mody
- 2010: Irlandzkie szczęście
- 2010: Johnny Test (seria IV)
- 2010: Jake i Blake
- 2010: Hero 108
- 2010: Jake i Blake
- 2010: Pieskie życie
- 2009: Leć, leć w przestworza
- 2009: Barbie przedstawia Calineczkę
- 2008: Barbie i diamentowy pałac
- 2008: Garfield: Festyn humoru
- 2008: Wyspa dinozaura 2
- 2008: Barbie Mariposa
- 2007: Mój przyjaciel lis
- 2007-2010: Pokémon - seria dziesiąta i dwunasta
- 2007: Klub Winx – tajemnica zaginionego królestwa
- 2004: Alone in the Dark: Koszmar powraca
- 2003: Ghost Master
- 2002: Nowy samochód Mike’a

## Dialogi polskie
- 2007: Histeria
- 2005: Ufolągi (odc. 1-4)
- 2005: Harcerz Lazlo
- 2002-2008: Kryptonim: Klan na drzewie
- 2001-2003: Strażnicy czasu
- 1998: Olinek Okrąglinek
- 1997-2004: Johnny Bravo
- 1997: Niedźwiedź w dużym niebieskim domu (odc. 6, 10, 25-26)
- 1995-1997: Maska (odc. 27, 50)
- 1994-1998: Magiczny autobus
- 1993-1994: Droopy, superdetektyw (odc. 9-10)
- 1992–1997: Kot Ik!

(odc. 13)
- 2018: Ninjago mistrzowie spinjitzu  (odc.89-91,94)

## Koordynator produkcji
- 2007: Ratatuj

## Tekst piosenki
- 2005: Pingwiny z Madagaskaru: Misja świąteczna
- 2005: Stubbs the Zombie in Rebel Without a Pulse
- 1998-2007: Histeria (odc. 4, 14)
- 1993-1994: Droopy, superdetektyw (odc. 10)